# Сърта (рид)
Сърта е планински рид в източната част част на Източните Родопи, на територията на Област Хасково, а крайните му източни разклонения са на гръцка територия.
Ридът се простира от запад на изток на около 35 км, а ширината му е 15 – 20 км. На запад долините на реките Кулиджикска (десен приток на Арда) и Кокарджадере (ляв приток на Бяла река го отделят от рида Ирантепе. На север склоновете му достигат до десния бряг на Арда, а на юг долината на Бяла река го отделя от рида Мъгленик.
Билото му е широко, заравнено и заето от денудационна равнина, като на запад достига до 800 м и тук се издига най-високата му точка връх Сърта (812,3 м). На изток билото постепенно се понижава до 300 – 350 м, като най-източните му части едва достигат 200 м на гръцка територия. Северните му склонове са по-къси, по-стръмни и дълбоко разчленени от десните притоци на Арда, а южните са по-дълги, широки и полегати, нарязани от плитките долини на левите притоци на Бяла река. Източната му ниска част се разделя на две части – северна и южна от долината на Атеренска река (Армира, десен приток на Арда). Ридът е изграден от гнайси, амфиболити, шисти, мрамори, гранити, андезити, пясъчници и варовици. При град Маджарово се експлоатират оловно-цинкови находища. Обрасъл е с редки дъбови гори. Развито горско стопанство и много по-слабо селско стопанство.
По склоновете на Сърта са разположени два града Ивайловград и Маджарово и още 39 села: Бели дол, Белополци, Белополяне, Брусевци, Брусино, Бубино, Габерово, Глумово, Горноселци, Долноселци, Драбишна, Железари, Железино, Карловско, Кобилино, Кондово, Конници, Костилково, Ленско, Малко Попово, Нова ливада, Одринци, Орешино, Пашкул, Планинец, Плевун, Покрован, Попско, Пъстроок, Розино, Сборино, Свирачи, Сеноклас, Славеево, Соколенци, Хухла, Черни рид, Черничино и Чучулига.
През Сърта и по неговите склонове преминават участъци от три пътя от Държавната пътна мрежа:
- От запад на изток, по цялото му било, на протежение от 45,2 км – участък от второкласен път № 59 Момчилград – Крумовград – ГКПП „Ивайловград“ (не е изграден);
- През североизточната му част, от юг на север, от Ивайловград до стената на язовир „Ивайловград“, на протежение от 8,8 км – участък от третокласен път № 597 Ивайловград – Малко градище – Любимец;
- През югоизточната му част, на протежение от 32,8 км – целият участък от третокласен път № 598 от Ивайловград до село Меден бук.[1]

В източната част на рида, югозападно от Ивайловград се намират Ивайловградският манастир „Св. св. Константин и Елена“ и останките на античната римска вила Армира. На връх Калето (566,9 м), разположен на около 6 км югозападно от Ивайловград са и останките от средновековната крепост Лютица.

## Топографска карта
- Лист от карта K-35-88. Мащаб: 1 : 100 000.
- Лист от карта K-35-89. Мащаб: 1 : 100 000.